# بيرديانسك
بيرديانسك (بالأوكرانية: Бердя́нськ) و(بالروسية: Бердя́нск) هي مدينة ساحلية تقع على الساحل الشمالي لبحر آزوف في مقاطعة زاباروجيا في أوكرانيا.
يبلغ عدد سكانها حوالي 107,928 (تقديرات عام 2021)

## الحرب الروسية الأوكرانية 2022
بعد بداية الحرب الروسية الأوكرانية 2022 في 24 فبراير 2022، أعلنت السلطات الأوكرانية أن مدينة بريديانسك ومينائها البحري قد سقطت بأيدي القوات الروسية في 28 فبراير 2022.

## معرض صور

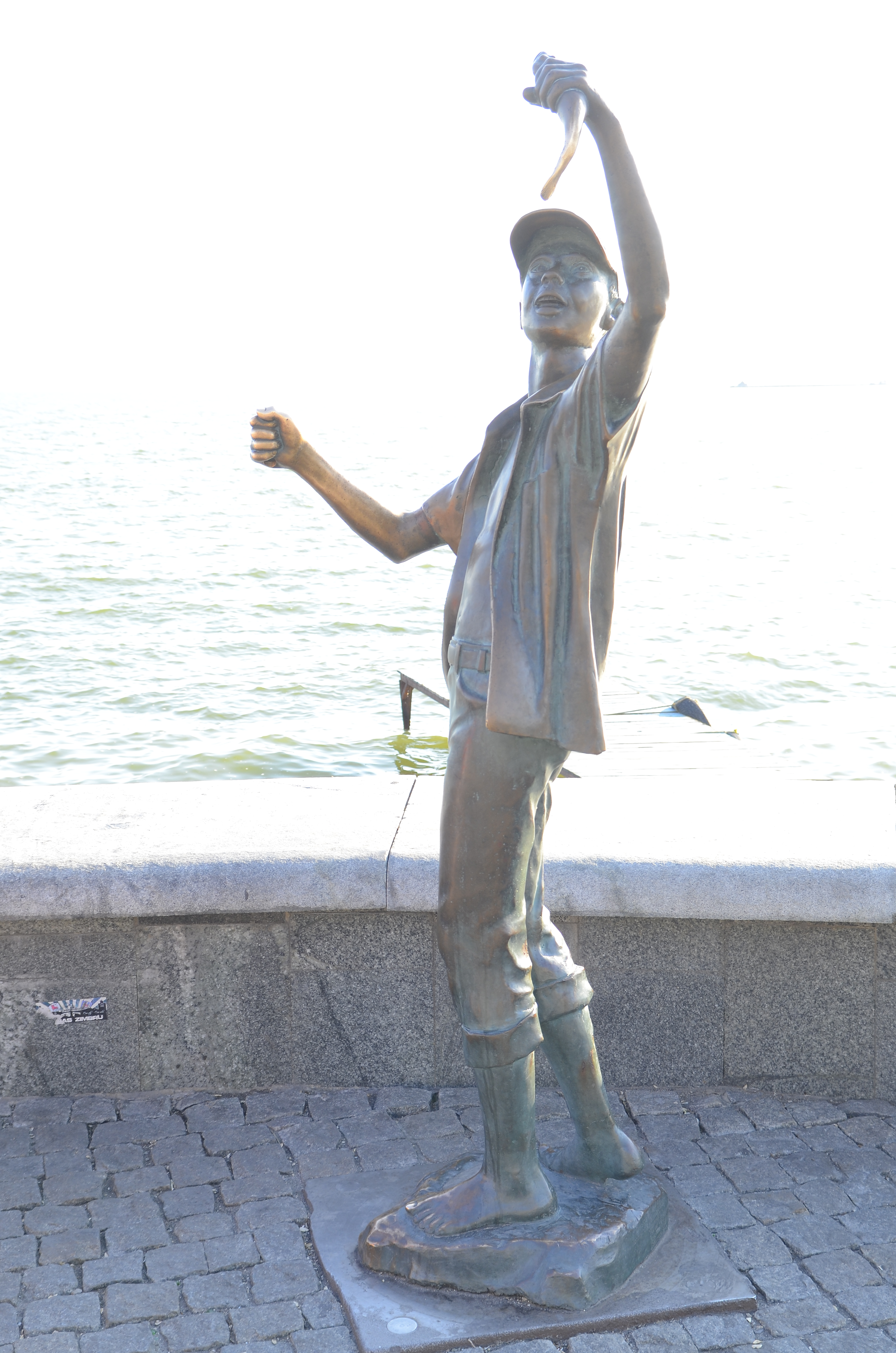
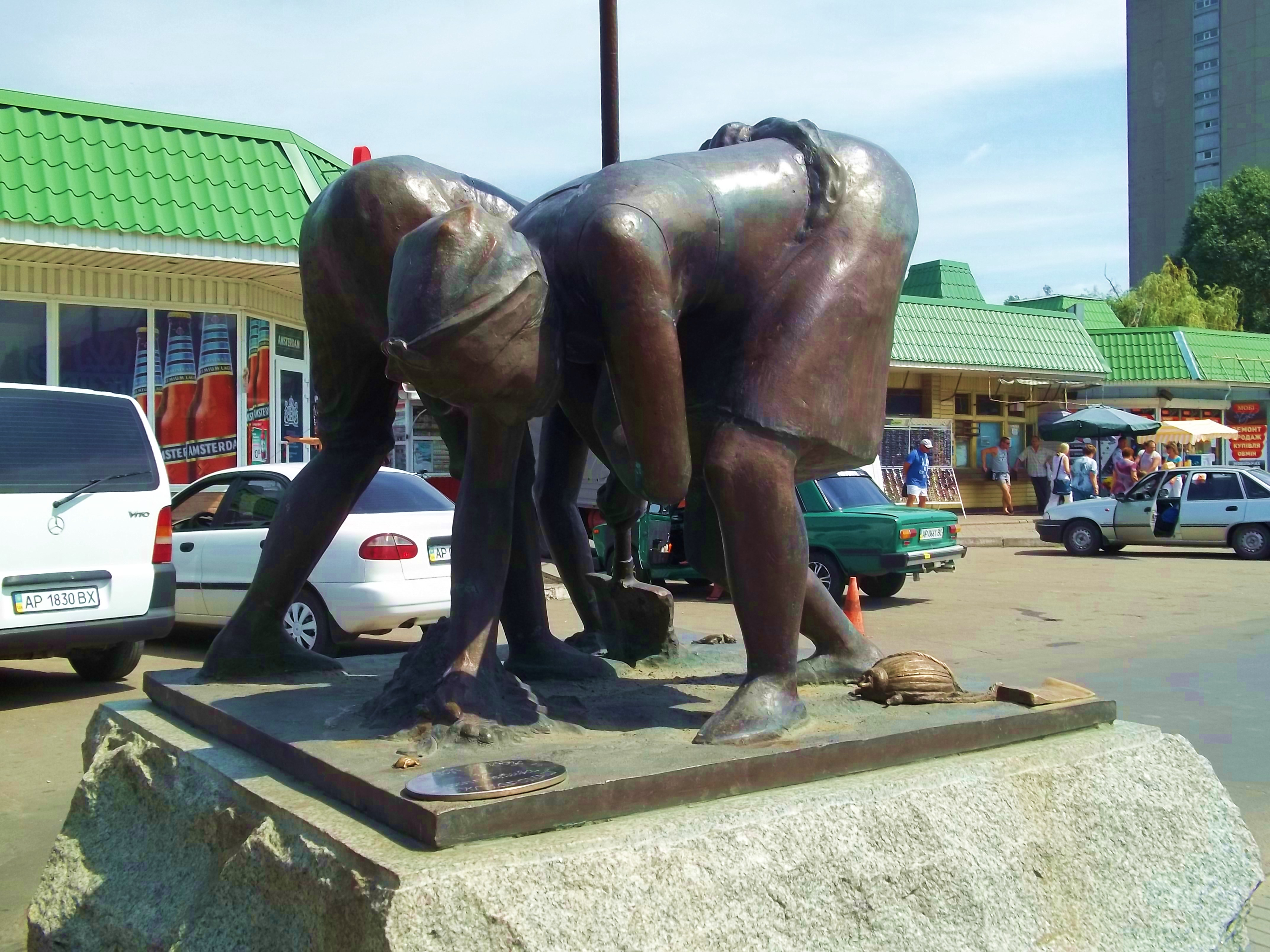
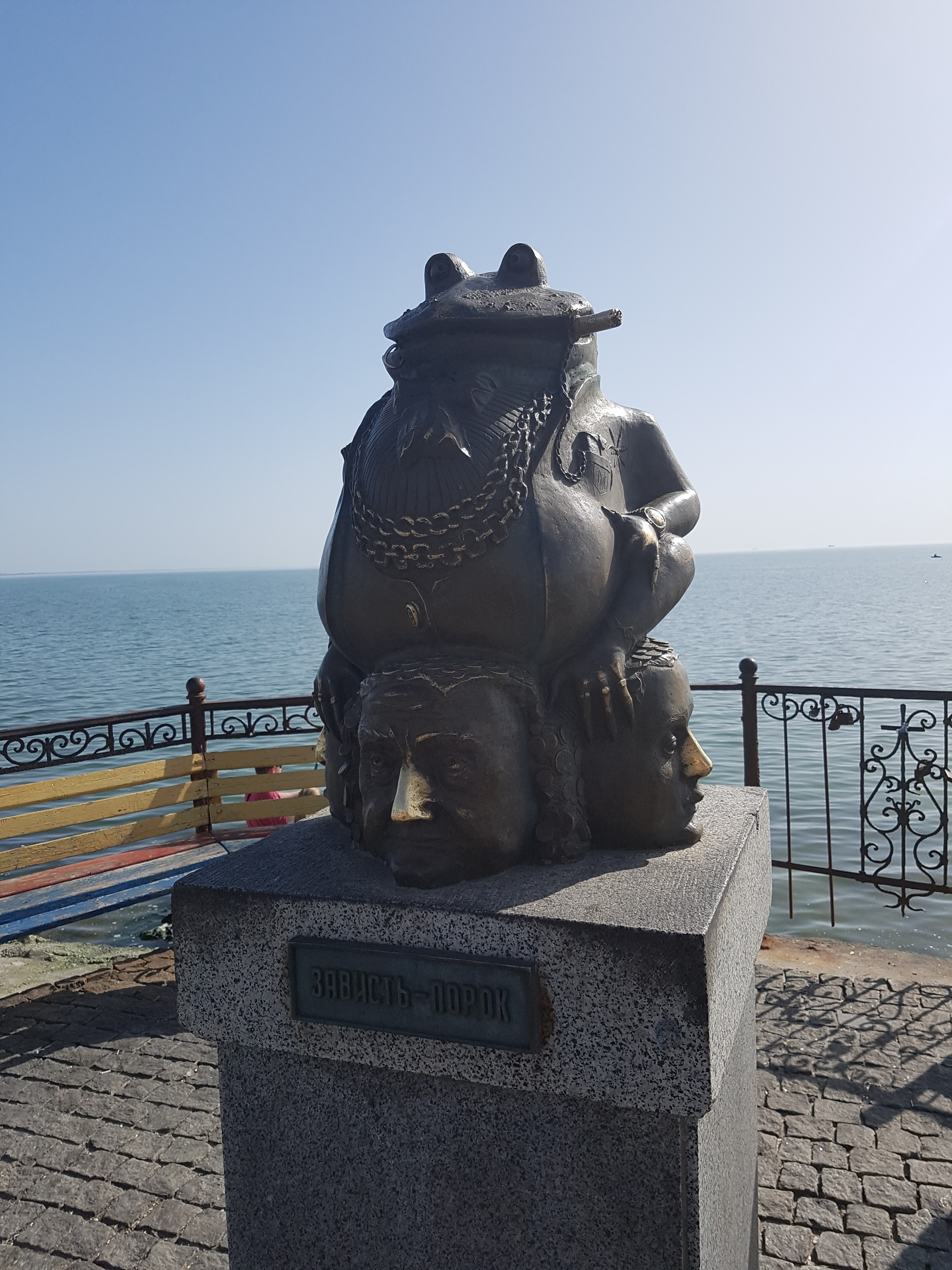

## توأمة
لبيرديانسك اتفاقيات توأمة مع كل من:
- يامبل
- كريمنشوك
- أودينتسوفو

## أعلام
- أولغا كوريلنكو
- أبراهام سموالوفيتش بيسيكوفيتش
- آنا كريمة